# قلعه کنستانتین (روسیه)
قلعه کنستانتین (قلعه دوک بزرگ کنستانتین، قلعه کنستانتین) (روسی: Форт «Константин» , Форт «Великий Князь Константин») یک مجموعه تأسیسات توپخانه ساحلی بود که آب‌های جنوبی شهر مستحکم کرونشتات، روسیه را پوشش می‌داد. این شهر در جزیره کاتلین، خلیج فنلاند، دریای بالتیک واقع شده است. در حال حاضر این قلعه هیچ استفاده نظامی ندارد و سازه‌ها در حال فروپاشی هستند و شرکت حمل و نقل و گردشگری پارک سوم روسیه سعی دارد این منطقه را به عنوان یک مقصد گردشگری توسعه دهد.